# Aigrefeuille-sur-Maine
Pour les articles homonymes, voir Aigrefeuille.
Aigrefeuille-sur-Maine est une commune de l'Ouest de la France, située dans le département de la Loire-Atlantique, en région Pays de la Loire.
Avant la création des départements, la paroisse faisait partie des marches avantagères de la Bretagne sur le Poitou sur le plan temporel, et de la Bretagne (diocèse de Nantes) sur le plan spirituel. Elle est située dans le vignoble nantais.

## Géographie

### Localisation

Situation de la commune d'Aigrefeuille-sur-Maine dans le département de la Loire-Atlantique.

Aigrefeuille-sur-Maine est située dans la vallée de la Maine, à 22 kilomètres au sud-est de Nantes, 40 kilomètres à l'ouest de Cholet et 10 kilomètres à l'ouest de Clisson. La commune est située dans le vignoble du muscadet-sèvre-et-maine.
| Château-Thébaud |                        | Maisdon-sur-Sèvre       |
| Montbert        | Aigrefeuille-sur-Maine | Saint-Lumine-de-Clisson |
| La Planche      |                        | Remouillé               |

### Accès et transport
La commune est traversée dans le sens nord-sud par la route départementale 137. L'autoroute 83 (européenne 03) passe à l'ouest de la commune. La ligne de car 370 du réseau Aléop (réseau des Pays de la Loire) passe à Aigrefeuille-sur-Maine.

### Hydrographie
Aigrefeuille-sur-Maine  est traversée par la Maine et le ruisseau de Caffiniere.

### Géologie et relief
Le sol est principalement composé de granites d'époque hercynienne et de cristaux de mica. La commune est traversée par la faille du sillon de Bretagne.

### Climat
Pour des articles plus généraux, voir Climat des Pays de la Loire et Climat de la Loire-Atlantique.
En 2010, le climat de la commune est de type climat océanique franc, selon une étude du CNRS s'appuyant sur une série de données couvrant la période 1971-2000. En 2020, Météo-France publie une typologie des climats de la France métropolitaine dans laquelle la commune est exposée à un climat océanique et est dans la région climatique Bretagne orientale et méridionale, Pays nantais, Vendée, caractérisée par une faible pluviométrie en été et une bonne insolation.
Pour la période 1971-2000, la température annuelle moyenne est de 12 °C, avec une amplitude thermique annuelle de 14 °C. Le cumul annuel moyen de précipitations est de 849 mm, avec 12,6 jours de précipitations en janvier et 6,3 jours en juillet. Pour la période 1991-2020, la température moyenne annuelle observée sur la station météorologique de Météo-France la plus proche, « Haie-Fouassière », sur la commune de La Haie-Fouassière à 9 km à vol d'oiseau, est de 12,8 °C et le cumul annuel moyen de précipitations est de 858,5 mm,. Pour l'avenir, les paramètres climatiques de la commune estimés pour 2050 selon différents scénarios d'émission de gaz à effet de serre sont consultables sur un site dédié publié par Météo-France en novembre 2022.

## Urbanisme

### Typologie
Au 1er janvier 2024, Aigrefeuille-sur-Maine est catégorisée bourg rural, selon la nouvelle grille communale de densité à sept niveaux définie par l'Insee en 2022.
Elle appartient à l'unité urbaine d'Aigrefeuille-sur-Maine, une unité urbaine monocommunale constituant une ville isolée,. Par ailleurs la commune fait partie de l'aire d'attraction de Nantes, dont elle est une commune de la couronne,. Cette aire, qui regroupe 116 communes, est catégorisée dans les aires de 700 000 habitants ou plus (hors Paris),.

### Occupation des sols
L'occupation des sols de la commune, telle qu'elle ressort de la base de données européenne d’occupation biophysique des sols Corine Land Cover (CLC), est marquée par l'importance des territoires agricoles (80,8 % en 2018), en diminution par rapport à 1990 (90,7 %). La répartition détaillée en 2018 est la suivante : 
terres arables (31 %), zones agricoles hétérogènes (29,5 %), prairies (14,5 %), zones urbanisées (14,2 %), cultures permanentes (5,8 %), zones industrielles ou commerciales et réseaux de communication (2,5 %), forêts (2,5 %). L'évolution de l’occupation des sols de la commune et de ses infrastructures peut être observée sur les différentes représentations cartographiques du territoire : la carte de Cassini (XVIIIe siècle), la carte d'état-major (1820-1866) et les cartes ou photos aériennes de l'IGN pour la période actuelle (1950 à aujourd'hui).

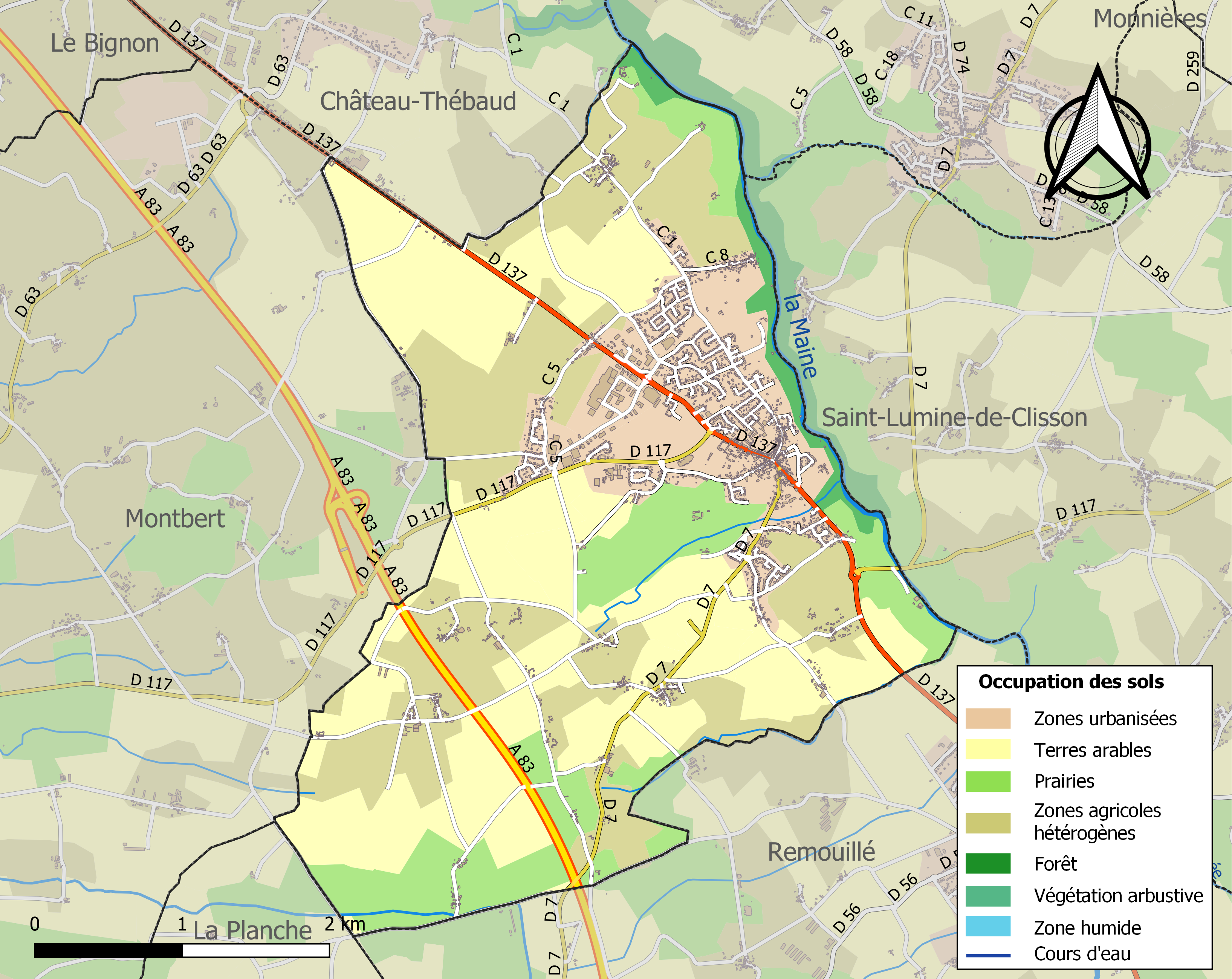
Carte des infrastructures et de l'occupation des sols de la commune en 2018 (CLC).

## Toponymie
Le village est mentionné sous les formes de Acrifolio en 1156,, Acrifolium, Agrefolum, Agrefoille, Egrefein.
La diffusion du toponyme Aigrefeuille est limitée aux confins méridionaux du domaine de la langue d’oïl, là où le vocable aigrefuille > aigrefeuille avait le sens de « houx ». À comprendre : « l'endroit où il y a du houx ». Plus au sud, il représente une francisation du franco-provençal ou de l'occitan (voir Aigrefeuille). Aigrefeuille procède du latin acrifolium (comme l'occitan grefuèlh, agrefól, agrifolh et l'italien agrifoglio), altéré dans le latin des botanistes en aquifolium. Ce nom est la marque de l'influence occitane ancienne sur le poitevin, la langue d'oïl locale.
La commune est située dans la zone de transition entre le gallo et le poitevin, possède un nom en gallo, écrit Egrefeuille en écriture ABCD; Aègerfoeylh en écriture ELG et Ègrefelh en MOGA,. Le nom de la commune se prononce en gallo et en poitevin comme en français : [ɛ.gʁə.fəj].
La forme bretonne proposée par l'Office public de la langue bretonne est Sant-Eler-Neved. Le breton n'était pas traditionnellement parlé dans la commune.

## Histoire

### Néolithique
On retrouve des traces de la présence de l’Homme à Aigrefeuille, avec notamment la découverte de haches polies datant du Néolithique.

### Antiquité
Pendant l'Antiquité, Aigrefeuille se situe dans le pays des Pictons dans l'Aquitaine seconde. On suppose qu’à l'époque gallo-romaine, il y avait une grande villa romaine aux IIe – IIIe siècles. La culture de la vigne est importée par les Romains.

### Moyen Âge
Aigrefeuille faisait partie des marches avantagères à la Bretagne. La commune voit au cours du Moyen Âge se développer le tissage avec de nombreux tisserands présents sur la commune. Vers 1250, une commanderie templière s'est établie dans la commune. Aigrefeuille est alors une seigneurie qualifiée de châtellenie possédée par les seigneurs d'Aigrefeuille. La châtellenie passera successivement aux de Cheverue, aux Heaulme puis aux Charette de La Gascherie.

### Période moderne
L'activité meunière se développe autour des XVIe et XVIIe siècles. Des moulins hydrauliques sont construits le long de la Maine. Des moulins à vent sont également implantés sur la commune,.
À la Révolution, cette paroisse fut touchée par les guerres de Vendée. En février 1794, des maisons du bourg et la chapelle Saint-Sauveur sont incendiées par les colonnes infernales. De nombreuses victimes civiles sont à déplorer.

### XXesiècle
En 1934, Aigrefeuille devient chef-lieu de canton. C’est la même année que la commune change de nom pour devenir Aigrefeuille-sur-Maine.

## Politique et administration

### Liste des maires
| Période                                  | Période                         | Identité                    | Étiquette    | Qualité                                                                                              |
| ---------------------------------------- | ------------------------------- | --------------------------- | ------------ | --- |
| Les données manquantes sont à compléter. |                                 |                             |              | |
| mai 1929                                 | 1939                            | Gabriel Cormier (1867-1939) | Conservateur | Ancien chef de bataillon d'infanterie, propriétaire Conseiller d'arrondissement (1925 → 1931)        |
| 1939                                     | ?                               | Charles Dugast              | Droite       | |
| Les données manquantes sont à compléter. |                                 |                             |              | |
| 1953                                     | mars 1965                       | Roland du Bourg             |              | Cultivateur                                                                                          |
| mars 1965                                | mars 1977                       | Louis Dugast                |              | Médecin                                                                                              |
| mars 1977                                | mars 1989                       | Louis Leroy                 |              | |
| mars 1989                                | mars 2014                       | Jean-Yves Templier          | DVG          | Agriculteur                                                                                          |
| mars 2014                                | En cours (au 27 septembre 2023) | Jean-Guy Cornu              | DVD-UDI      | Cadre dans le BTP Président de Clisson Sèvre et Maine Agglo (2020 → ) Réélu pour le mandat 2020-2026 |

### Services publics
La commune dispose d'un bureau de poste. La sécurité est assurée par la gendarmerie et par le centre de secours pompiers d'Aigrefeuille-sur-Maine.

### Politique environnementale
La communauté de communes de la Vallée de Clisson gère la collecte de la commune. Il y a une collecte hebdomadaire des ordures ménagères. Une collecte des ordures issues du tri sélectif a lieu deux fois par mois. La déchèterie dont dépend la commune se situe à Remouillé.

### Jumelages
- Alatri (Italie)

## Population et société

### Démographie
Selon le classement établi par l'Insee, Aigrefeuille-sur-Maine est une ville isolée qui est le centre d'un bassin de vie. Elle fait partie de l'aire urbaine et de la zone d'emploi de Nantes. Toujours selon l'Insee, en 2010, la répartition de la population sur le territoire de la commune était considérée comme « peu dense » : 100 % des habitants résidaient dans des zones « peu denses ».

#### Évolution démographique
L'évolution du nombre d'habitants est connue à travers les recensements de la population effectués dans la commune depuis 1793. Pour les communes de moins de 10 000 habitants, une enquête de recensement portant sur toute la population est réalisée tous les cinq ans, les populations de référence des années intermédiaires étant quant à elles estimées par interpolation ou extrapolation. Pour la commune, le premier recensement exhaustif entrant dans le cadre du nouveau dispositif a été réalisé en 2005.

En 2022, la commune comptait 4 121 habitants, en évolution de +9,51 % par rapport à 2016 (Loire-Atlantique : +6,68 %, France hors Mayotte : +2,11 %).
| 1793  | 1800 | 1806 | 1821  | 1831  | 1836  | 1841  | 1846  | 1851  |
| ----- | ---- | ---- | ----- | ----- | ----- | ----- | ----- | ----- |
| 1 500 | 585  | 871  | 1 260 | 1 275 | 1 325 | 1 369 | 1 422 | 1 427 |

| 1856  | 1861  | 1866  | 1872  | 1876  | 1881  | 1886  | 1891  | 1896  |
| ----- | ----- | ----- | ----- | ----- | ----- | ----- | ----- | ----- |
| 1 492 | 1 513 | 1 554 | 1 485 | 1 458 | 1 442 | 1 390 | 1 385 | 1 391 |

| 1901  | 1906  | 1911  | 1921  | 1926  | 1931  | 1936  | 1946  | 1954  |
| ----- | ----- | ----- | ----- | ----- | ----- | ----- | ----- | ----- |
| 1 310 | 1 280 | 1 226 | 1 103 | 1 102 | 1 073 | 1 061 | 1 065 | 1 062 |

| 1962  | 1968  | 1975  | 1982  | 1990  | 1999  | 2005  | 2006  | 2010  |
| ----- | ----- | ----- | ----- | ----- | ----- | ----- | ----- | ----- |
| 1 076 | 1 280 | 1 489 | 1 829 | 1 987 | 2 152 | 2 431 | 2 564 | 3 320 |

| 2015  | 2020  | 2022  | - | - | - | - | - | - |
| ----- | ----- | ----- | - | - | - | - | - | - |
| 3 700 | 4 057 | 4 121 | - | - | - | - | - | - |

#### Pyramide des âges
La population de la commune est relativement jeune.
En 2018, le taux de personnes d'un âge inférieur à 30 ans s'élève à 40,4 %, soit au-dessus de la moyenne départementale (37,3 %). À l'inverse, le taux de personnes d'âge supérieur à 60 ans est de 17,3 % la même année, alors qu'il est de 23,8 % au niveau départemental.
En 2018, la commune comptait 1 952 hommes pour 2 018 femmes, soit un taux de 50,83 % de femmes, légèrement inférieur au taux départemental (51,42 %).
Les pyramides des âges de la commune et du département s'établissent comme suit.
| Hommes | Classe d’âge | Femmes |
| ------ | ------------ | ------ |
| 1,0    | 90 ou +      | 2,0    |
| 4,8    | 75-89 ans    | 6,0    |
| 10,6   | 60-74 ans    | 10,1   |
| 20,4   | 45-59 ans    | 19,9   |
| 22,4   | 30-44 ans    | 22,1   |
| 16,4   | 15-29 ans    | 15,7   |
| 24,5   | 0-14 ans     | 24,2   |

| Hommes | Classe d’âge | Femmes |
| ------ | ------------ | ------ |
| 0,6    | 90 ou +      | 1,8    |
| 6      | 75-89 ans    | 8,6    |
| 15,1   | 60-74 ans    | 16,4   |
| 19,4   | 45-59 ans    | 18,8   |
| 20,1   | 30-44 ans    | 19,3   |
| 19,2   | 15-29 ans    | 17,4   |
| 19,5   | 0-14 ans     | 17,6   |

### Enseignement
Aigrefeuille-sur-Maine dépend de l'académie de Nantes.

#### Écoles maternelles et primaires
La commune abrite deux écoles (à la fois maternelles et primaires) :
- école publique Gustave-Roch ;
- école privée Notre-Dame[35].

#### Collèges
Deux collèges sont implantés sur le territoire de la commune :
- le collège privé de la Maine ;
- le collège public Andrée-Chédid.

#### Autre
- Maison familiale rurale.

### Santé
Pour les soins, la commune possède notamment une maison médicale (regroupant plusieurs docteurs et praticiens), un centre de soins infirmiers, une pharmacie et deux services de  taxis-ambulances.

### Sports

#### Les infrastructures
Plusieurs équipements, regroupés dans le complexe des Richardières (salle polyvalente, salle de sports, terrains de tennis et football, skate park, boulodrome).

#### Les clubs
Aigrefeuille-sur-Maine est animée par de nombreuses associations sportives :
- badminton : Aigrefeuille-sur-Maine Badminton - ASMBC ;
- volley-ball : Aigrefeuille-sur-Maine Volley Loisir ;
- course à pied : Run For Fun ;
- Boules de bois : Amicale des Boulistes ;
- lutte : association Lutte Forme Aigrefeuille ;
- football : Association sportive de la Maine (Aigrefeuille-Remouillé) - AS Maine ;
- tennis de table : tennis de table[36] ;
- basket-ball : Club sportif Aigrefeuille-Remouillé - CSAR ;
- échecs : Échiquier de Sèvre et Maine ;
- motocross : Enduristunt ;
- gymnastique : Gymnastique d'entretien des adultes ;
- pétanque : Pétanque Loisirs d'Aigrefeuille ;
- randonnée pédestre : Promainera. Deux sentiers pédestres permettent de découvrir la commune : Entre Bourg et Maine propose au visiteur de parcourir des hameaux typiques de tisserands, les bords de rivière et ses moulins, les chemins à travers vignes et le bois du Plessis. L'autre, Circuit de clocher à clocher, permet au visiteur de découvrir le sentier longeant la Maine dans un parcours reliant les églises de Remouillé et Aigrefeuille-sur-Maine[37] ;
- tennis : Tennis Club d'Aigrefeuille.
- Handball : Montbert Aigrefeuille handball -MAHB

### Cultes

#### Culte catholique
Aigrefeuille-sur-Maine fait partie de la paroisse catholique Saint-Gabriel qui comporte d'autres communautés : Le Bignon, Geneston, Montbert, La Planche, Remouillé et Vieillevigne.

## Économie
La commune dispose d'un parc d'activités :
- Le Parc d'Activités du Haut Coin.

Aigrefeuille-sur-Maine se situe dans le vignoble du muscadet et produit le muscadet-sèvre-et-maine (AOC).
- Données statistiques sur l'emploi (Insee 2006)[39] :

| 2 431                                                    | 1 168 | 1 110 | 58 | 79,1 | 5,0 |
| Source : Données statistiques sur l'emploi (Insee 2006). |       |       |    |      |     |

## Culture locale et patrimoine

### Lieux et monuments

#### Patrimoine religieux

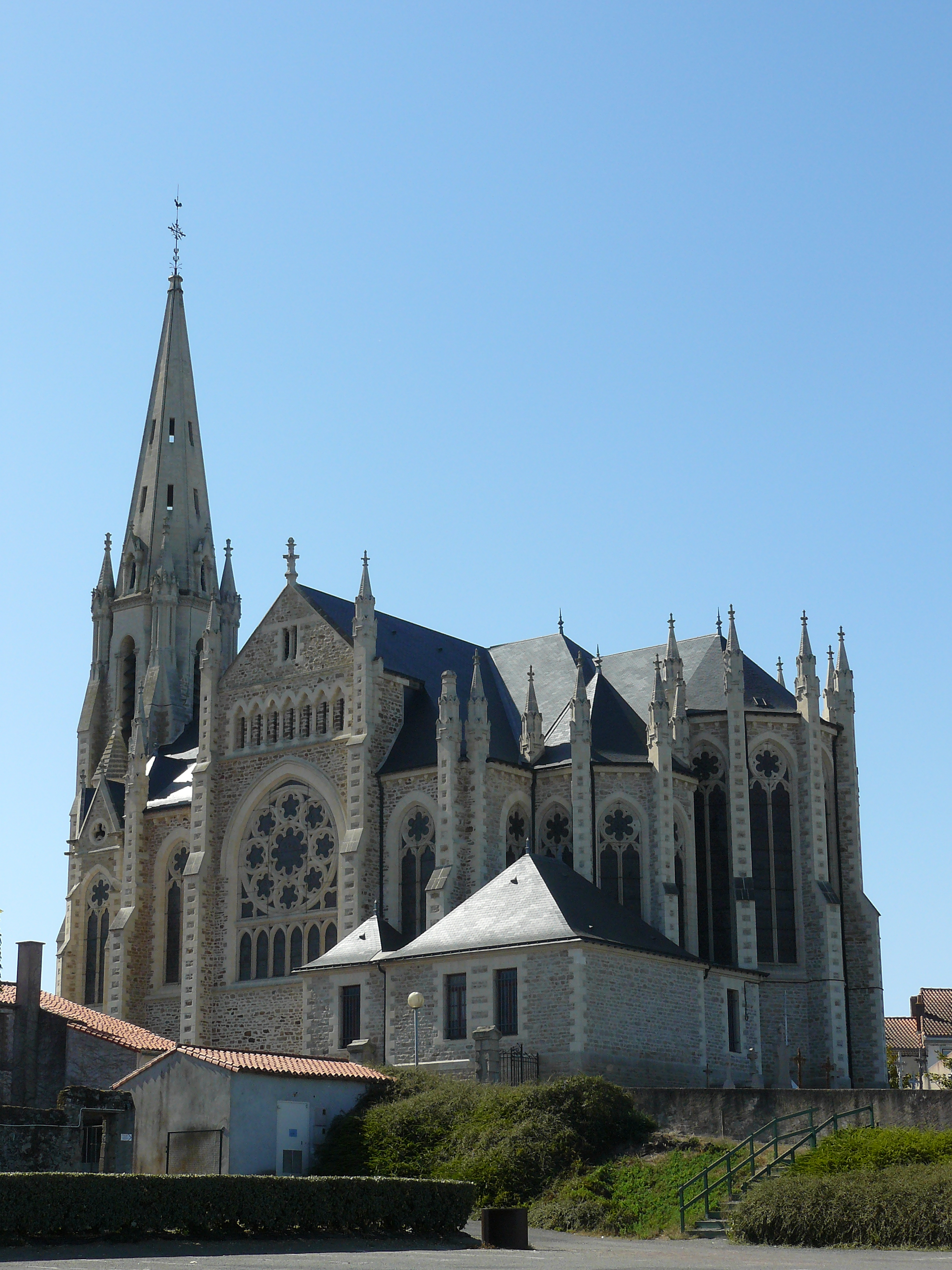
Église Notre-Dame-de-l'Assomption.

L'église Notre-Dame-de-l'Assomption, bâtie entre 1898 et 1900, fait l’objet d’une inscription au titre des monuments historiques depuis le 5 octobre 2007,. Elle renferme un imposant monument aux morts (l'unique d'ailleurs existant sur la commune) édifié en 1922, incluant notamment une statue de Jeanne d'Arc de 155 cm de hauteur et de 66 cm de largeur (cf. note 4).
La chapelle Saint-Sauveur est construite et bénie en 1714, à la suite d'une apparition. Elle est détruite par les colonnes infernales, et reconstruite en 1804.
La commune recèle également des croix et des calvaires, ainsi que des niches à madone.

#### Demeures et châteaux
Le château de la Guidoire, construit au Moyen Âge, est l'ancien siège de la seigneurie d'Aigrefeuille. Il est restauré et profondément modifié, à partir de 1757, pour le compte ses nouveaux propriétaires, Maurice-Charles (1711-1760) et François-Thérèse de Tollenare (?-1794), grands-parents de Louis-François de Tollenare. Ils font construire une chapelle et une orangerie. Parmi les éléments conservés dans la propriété figurent un bassin de terre cuite du XVIIIe siècle, destiné aux « grandes bues », ou lessives collectives, ou encore une niche à chien en pierre de taille édifiée au XIXe siècle.
La Savarière est une maison bourgeoise avec dépendances, édifiée vers 1830 pour le compte de la famille Roch. Elle a été fréquentée par Jules Sandeau, Émile Souvestre et Mélanie Waldor. C'est dans cette villa qu'est né et décédé Gustave Roch, futur député de la Troisième république.
Parmi les autres bâtiments et sites remarquables se trouvent le presbytère, construit en 1760, et le Parc du Plessis, autour des vestiges de son château datant du XIXe siècle.

#### Autre patrimoine
La commune recèle des vestiges de moulin à vent, par exemple à la Croix-Moutard (XVIIIe siècle), et plusieurs moulins à eau et chaussées, notamment les moulins de la Vielle-Écluse, de Guidreau (XVIIe – XVIIIe siècle), du Reuzard (XVIIe siècle, actif jusque dans les années 1950), des Épinettes (XIXe siècle).
Parmi les autres éléments du patrimoine, on trouve des maisons de tisserands et des lavoirs.

### Personnalités liées à la commune
- Jean-Simon Voruz (1810-1896), métallurgiste nantais originaire de Suisse, député gouvernemental de Loire-Inférieure de 1859 à 1863) et maire d'Aigrefeuille-sur-Maine.
- Gustave Roch (1844-1923), député, conseiller de Loire-Inférieure, adjoint au maire de Nantes, né et mort à Aigrefeuille.

### Héraldique
| Blason | Blasonnement : D'azur à trois feuilles d'alisier d'or posées 2 et 1 ; au chef d'hermine. Commentaires : Aigrefeuille, paroisse en 1156, tire son nom du latin acrifolium : « houx ». Le concepteur du blason trouvant le houx trop « piquant », il le remplaça par des feuilles d'alisier. Le chef d'hermine évoque le blasonnement d'hermine plain de la Bretagne, rappelant l'appartenance passée de la ville au duché de Bretagne. Blason conçu par l'abbé Trochu, dessiné par A. Baudry-Souriau (délibération municipale du 25 octobre 1971). |